# 1615 Bardwell
1615 Bardwell este un asteroid din centura principală, descoperit pe 28 ianuarie 1950, de Goethe Link Obs..